# Сондало
Сондало (итал. Sondalo) је насеље у Италији у округу Сондрио, региону Ломбардија.
Према процени из 2011. у насељу је живело 2642 становника. Насеље се налази на надморској висини од 880 м.

## Становништво
Према резултатима пописа становништва 2011. у општини је живело 4.237 становника.
| 1931. | 1936. | 1951. | 1961. | 1971. | 1981. | 1991. | 2001. | 2011. |
| ----- | ----- | ----- | ----- | ----- | ----- | ----- | ----- | ----- |
| 3.143 | 3.819 | 4.806 | 5.434 | 5.728 | 5.217 | 4.954 | 4.499 | 4.237 |